# Three Billboards: Truy tìm công lý
Three Billboards: Truy tìm công lý (tên gốc tiếng Anh: Three Billboards Outside Ebbing, Missouri) là một phim điện ảnh chính kịch hình sự do Martin McDonagh đạo diễn kiêm viết kịch bản và sản xuất. Phim có sự tham gia của Frances McDormand, Woody Harrelson, Sam Rockwell, John Hawkes và Peter Dinklage. Nội dung phim xoay câu chuyện về một người mẹ có một cô con gái bị sát hại nhưng cảnh sát trong thị trấn của bà không tìm ra nghi can, bà đã mua ba tấm bảng để kêu gọi sự chú ý của cộng đồng đến vụ án chưa giải quyết và làm phân cực cộng đồng.
Phim được chọn chiếu tham gia tranh cử chính của Liên hoan phim quốc tế Venice lần thứ 74 diễn ra vào ngày 4 tháng 9 năm 2017. Phim cũng chiếu tại liên hoan phim quốc tế Toronto 2017 và giành giải thưởng cao nhất do khán giả bình chọn. Phim cũng được chiếu tại liên hoan phim quốc tế Mar del Plata. Tại Việt Nam, phim được khởi chiếu vào ngày 9 tháng 3 năm 2018.

## Nội dung
Tại một thị trấn nghèo xa xôi và tĩnh lặng ở miền trung nước Mỹ có 3 tấm bảng quảng cáo cỡ đại được đặt ngay cửa ngõ vào thị trấn. 3 tấm bảng này từ lâu đã bị bỏ hoang xuống cấp do không tìm được khách hàng. Một ngày nọ, 3 tấm bảng bỗng nhiên được sơn lại kèm theo ba dòng chữ ngắn ngủi màu đen, khổ lớn, trên nền biển quảng cáo màu đỏ máu. Người bỏ ra một số tiền lớn thuê ba tấm biển giữa chốn đồng không mông quạnh là bà Mildred Hayes. 3 tấm biển quảng cáo lập tức gây sốc và náo động cả thị trấn khi nội dung là lời chỉ trích trực diện mà bà Hayes dành cho cả lực lượng cảnh sát bất tài trong thị trấn khi họ không thể nào tìm ra chút manh mối về vụ cưỡng hiếp và sát hại Angela, cô con gái út còn ở tuổi vị thành niên của bà. Trong khi cảnh sát trưởng Willoughby phụ trách vụ án bị bệnh sắp chết, ông liền nghĩ quẩn rút súng bắn vào đầu mình. Trước khi tự sát, Willoughby để lại ba bức thư tuyệt mệnh, một cho vợ, một cho bà Mildred và một cho viên cảnh sát Dixon. Sau cái chết của Willoughby, giới truyền thông và nhiều người cho rằng những tấm biển quảng cáo của bà đã khiến cho Willoughby áp lực và tự sát. Tuy nhiên ngay cả vợ Willoughby cũng không biết rằng Willoughby đã nhắn lại là không phải lỗi của bà Mildred. Một tên lưu manh bí ẩn đột nhập và đe dọa bà Mildred, nhận rằng hắn là kẻ giết người sau đó bỏ đi. Sau khi bị đuổi việc vì hành vi đánh đập người của viên cảnh sát Dixon. Anh nhận được lá thư của Willoughby ca ngợi Dixon là một người tốt, trong lúc đột nhập vào sở cảnh sát để đọc thì Dixon vô tình bị bà Mildred phóng hỏa gây cháy để trả thù cho vụ ba biển quảng cáo của bà bị ai đó đốt. Dixon giác ngộ và cảm thấy có lỗi khi người mà anh đã từng đánh ở cùng bệnh viện và vẫn đối xử tốt với anh. Dixon quyết định thay đổi để làm người tử tế. Trong một buổi ăn tối cùng với người hàng xóm lùn, bà Mildred tha thứ cho chồng cũ tệ bạc vì đã đốt biển quảng cáo của bà. Dixon trong một lần uống rượu nghe lỏm được tên lưu manh khoe rằng hắn đã cưỡng hiếp ai đó. Nghi ngờ hắn nên Dixon đã xem biển số xe hắn và cố tình cào vào má tên lưu manh và gây lộn để có được mẩu da chứa DNA của hắn, Dixon gọi điện thông báo cho Mildred và bà rất vui mừng. Tuy vậy, DNA của tên lưu manh không khớp với hiện trường và tên lưu manh có bằng chứng ngoại phạm. Dixon rất thất vọng và bà Mildred cũng vậy, tuy vậy Dixon tin chắc rằng hắn ta đã cưỡng hiếp và giết ai đó. Cả hai quyết định mặc kệ luật pháp và thực thi công lí bằng việc giết chết tên lưu manh kia.

## Diễn viên
- Frances McDormand vai Mildred
- Woody Harrelson vai Willoughby
- Sam Rockwell vai Dixon
- Caleb Landry Jones vai Red Welby
- Kerry Condon vai Pamela
- Darrell Britt-Gibson vai Jerome
- Abbie Cornish vai Anne
- Lucas Hedges vai Robbie
- Željko Ivanek vai Hạ sĩ ngồi bàn giấy
- Amanda Warren vai Denise
- Peter Dinklage vai James
- Kathryn Newton vai Angela
- John Hawkes vai Charlie
- Samara Weaving vai Penelope
- Clarke Peters vai Abercrombie
- Brendan Sexton III vai Chàng trai tóc đơ-mi